# Serguei Smagin
Serguei Smagin (Norilsk, 8 de setembre de 1958) és un jugador d'escacs rus, que va jugar sota bandera soviètica, i té el títol de Gran Mestre des de 1985.
Tot i que es troba inactiu des de juliol de 2006, a la llista d'Elo de la FIDE de l'agost de 2015, hi tenia un Elo de 2551 punts, cosa que en feia el jugador número 85 de Rússia. El seu màxim Elo va ser de 2613 punts, a la llista d'abril de 2001 (posició 73 al rànquing mundial).

## Resultats destacats en competició
Smagin obtingué èxits en torneigs internacionals a la segona meitat dels anys 1980: fou primer a Taixkent 1984, primer empatat a Dresden 1985, i primer al II obert de Cappelle-la-Grande el 1986. Va participar en el campionat soviètic els anys 1985 i 1986, i obtingué el seu millor resultat a Riga 1986, quan compartí els llocs 3r-6è (de 20 participants).
El 1987 empatà al primer lloc al Memorial Txigorin de Sant Petersburg, amb Evgeny Pigusov i Andrei Kharitonov; fou primer a Trnava, empatà al primer lloc a Zenica, i empatà al primer lloc a Sotxi. El 1988 fou primer a Berlín. El 1993 fou primer a l'obert Amantea (resultat que repetiria el 1994). El 2000 empatà al primer lloc a Mont-real amb Eduardas Rozentalis. L'abril de 2001 assolí el seu màxim Elo, amb 2613 punts.